# Masuda Takashi

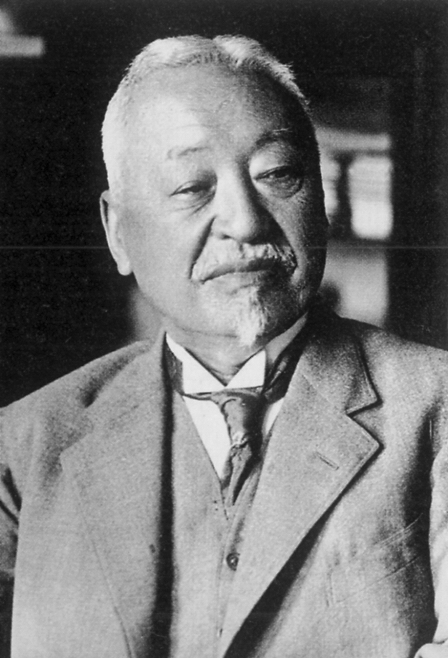
Masuda Takashi

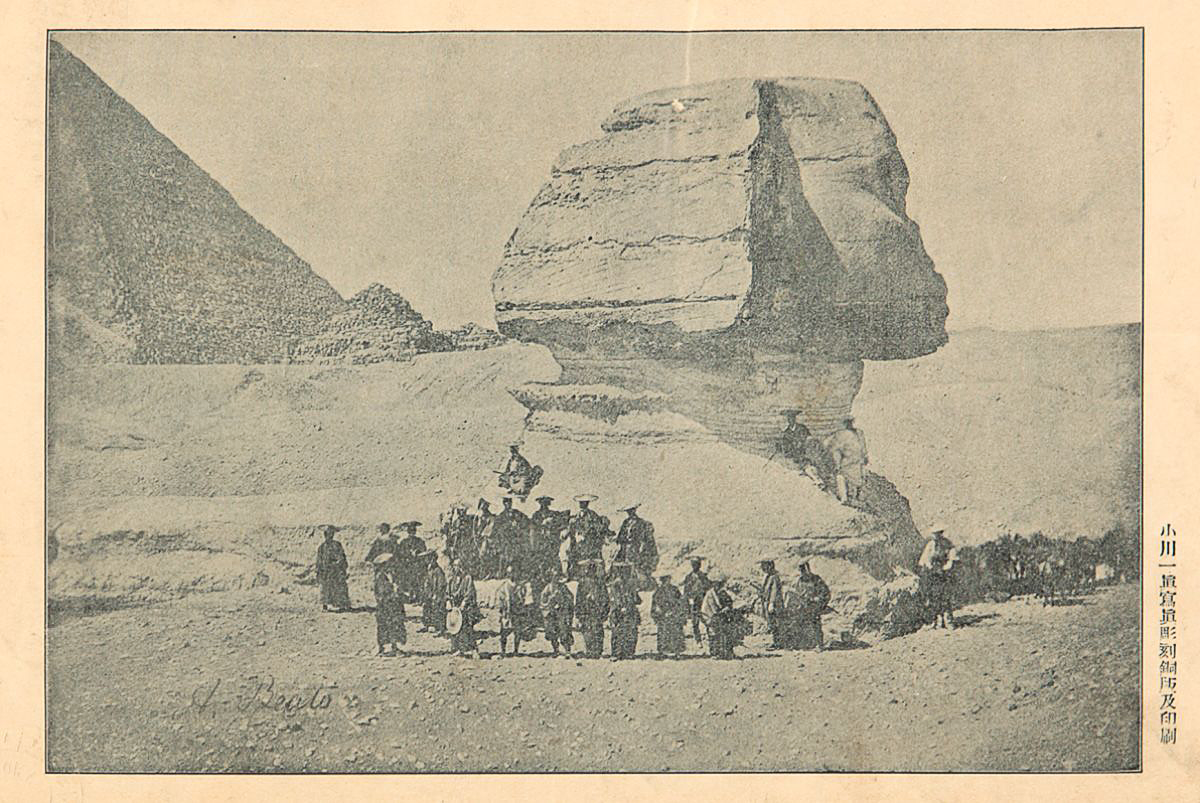
Japaner vor der Sphinx

Masuda Takashi (japanisch 益田 孝; geboren 12. November 1848 auf der Insel Sado; gestorben 28. Dezember 1938) war ein bedeutender japanischer Unternehmer zu Beginn der Meiji-Zeit, der sich um den Mitsui-Konzern verdient gemacht hat. 1918 wurde er zum Baron ernannt.

## Leben und Wirken
Masuda Takashi wurde auf der Insels Sado als Sohn eines unteren Beamten des Kommissars von Sado (佐渡奉行, Sado bugyō) geboren. Vater und Sohn reisten im Jahr 1864 mit der Mission des Tokugawa-Shogunats (遣仏使節, Kem-Pu shisetsu) nach Frankreich. 1872 trat Masuda auf Vermittlung des Vizeministers Inoue Kaoru ins Finanzministerium ein, verließ es aber im folgenden Jahr, zusammen mit Inoue. Unter Inoues Anweisung übernahm Masuda die Handelsgesellschaft „Senshū“ (先収会社). Diese wurde 1876 von Inoues Geschäftspartner, dem Mitsui-Handelshaus übernommen.
Das Handelshaus wurde umorganisiert in die Mitsui-Handelsgesellschaft (三井物産会社, Mitsui bussan kaisha), daneben entstand, unterstützt durch Masuda, der Finanzbereich. Er erwarb die Miiki-Kohlegruben (三池炭鉱, Miike tankō) und Ressourcen in China. Nach dem Tode des Leiters der Verwaltung, Nakagawa Hikojirō (中上川 彦次郎), im Jahr 1901 übernahm Masuda das Mitsui-Firmenkonglomerat. 1907 besuchte er zusammen mit Mitsui Saburōsuke (三井三郎助; 1850–1912) verschiedene Länder in Europa und Amerika. Er beschäftigte sich mit der Vermögensstruktur des Hauses Mitsui und vereinigte die Unternehmensbereiche unter einer Dachgesellschaft und schuf so das reichste Unternehmen seiner Zeit.
Masuda war ein angesehener Kunst-Sammler. Als Kenner der Tee-Zeremonie erwarb er sich einen solchen Ruf, dass man ihn „Sen no Rikyū irai no daichajin“ (千利休以来の大茶人) nannte, den „Größten Teemeister seit Sen no Rikyū“. Im Ruhestand war er unter dem Spitznamen „Don’ō“ (鈍翁), etwa „Alter Herr Dickfell“ bekannt.